# Pigs (Three Different Ones)
«Pigs (Three Different Ones)» és una cançó del grup britànic de rock progressiu Pink Floyd, inclosa en l'àlbum Animals aparegut el 1977.

## Lletres
En aquest àlbum conceptual, basat en La Rebel·lió dels Animals de George Orwell, els porcs representen la gent que Roger Waters considera com les que estan al capdamunt de les classes social, les persones santes que tenen un poder sociològic, que manipulen les altres classes socials per encoratjar-los a ser victoriosos i violents, d'altra manera es pot dir que els porcs poden esdevenir molt potents. Waters suggereix que els porcs manipulen els gossos en els versos: "Gotta admit, that I'm a little bit confused, Sometimes it seems to me, as if I'm just being used" a la cançó «Dogs».
La primera estrofa fa referència a la persona en particular, però també a tots els homes de negocis en general. En la segona estrofa es parla del cap de l'oposició en aquella època: Margaret Thatcher, per bé que el seu nom ni el càrrec hi és mencionat. Les paraules ofensives adreçades a Thatcher són molt subtils, es diu que ella té el plaer de portar "una pistola a la butxaca".

## Crèdits
- Roger Waters - guitarra, veu, efectes sonors
- David Gilmour - baix, guitarra, talkbox, cor
- Rick Wright - clarinet, piano, orgue, sintetitzador
- Nick Mason - bateria, percussió